# Stehrevier
Ein Stehrevier bezeichnet bei Wassersportarten wie Windsurfen oder Kitesurfen eine Wasserfläche, wo das Wasser so flach ist, dass der ausübende Sportler auf relativ tragfähigem Boden (z. B. Fels oder Kies, aber auch Sand) stabil stehen kann, ohne mit dem Kopf unter Wasser zu sein oder bei normalem Wellengang von den Wellen überspült zu werden.
Je nach persönlicher Auffassung wird meist davon ausgegangen, dass die Wasserlinie nicht höher als bis entweder zu den Knien oder zur Hüfte reicht.